# Pristimantis ventrigranulosus
Pristimantis ventrigranulosus é uma espécie de anfíbio da família Craugastoridae. Endêmica do Brasil, pode ser encontrada no estado de Goiás.